# Альберона
Альберона (итал. Alberona) — коммуна в Италии, располагается в регионе Апулия, в провинции Фоджа.
Население составляет 1080 человек (2008 г.), плотность населения составляет 22 чел./км². Занимает площадь 49 км². Почтовый индекс — 71031. Телефонный код — 0881.
Покровителем коммуны почитается святой Иоанн Креститель, празднование 30 августа.

## Демография
Динамика населения:

## Администрация коммуны
- Официальный сайт: https://web.archive.org/web/20080323150638/http://www.comunealberona.it/